# Панельне кріплення
Кріплення панельне (рос. крепление панельное, англ. panel support; нім. Paneelausbau m) — гірниче кріплення, різновид суцільного збірного кріплення залізобетонного горизонтальних і похилих гірн. виробок, що складається з однотипних, великорозмірних, прямолінійних в поздовжньому напрямі елементів (панелей), що виконують одночасно несучі і захищаючі функції. Призначена для капітальних виробок, що проводяться в породах середньої міцності і міцних при відсутності впливу очисних робіт. За формою поперечного перетину розрізнюють конструкції па-нелей: гладенькі (плитні), ребристі (таврові, коритні і т. ін.), хвилясті, склепінчасті і т. д.; за типом конструктивного рішення: залізобетонні із звичайним армуванням зварним каркасом, заздалегідь напружені і армоцементні.